# Sardieu
Sardieu är en kommun i departementet Isère i regionen Auvergne-Rhône-Alpes i sydöstra Frankrike. Kommunen ligger i kantonen La Côte-Saint-André som tillhör arrondissementet Vienne. År 2022 hade Sardieu 1 184 invånare.

## Befolkningsutveckling
Antalet invånare i kommunen Sardieu
Referens:INSEE